# Nokia 2.1
Il Nokia 2.1 è uno smartphone del 2018 a marchio Nokia sviluppato da HMD Global, successore del Nokia 2 e predecessore del Nokia 2.2.

## Caratteristiche tecniche

### Hardware
Il Nokia 2.1 è uno smartphone con form factor di tipo slate, le cui dimensioni sono di 153.6 x 77.6 x 9.7 millimetri e pesa 174 grammi.
Il dispositivo è dotato di connettività GSM, HSPA, LTE, di Wi-Fi 802.11 b/g/n con supporto hotspot, di Bluetooth 4.2 con A2DP ed LE, di GPS con A-GPS, BDS e GLONASS e di radio FM. Ha una porta microUSB 2.0 OTG ed un ingresso per jack audio da 3.5 mm.
Il Nokia 2.1 è dotato di schermo touchscreen capacitivo da 5,5 pollici di diagonale, di tipo IPS LCD con aspect ratio 16:9 e risoluzione HD 720 x 1280 pixel (densità di 267 pixel per pollice). Lo schermo è protetto da un Gorilla Glass 3. Il frame laterale è in alluminio, il retro in plastica.
La batteria agli ioni di litio da 4000 mAh non è removibile dall'utente.
Il chipset è un Qualcomm Snapdragon 425. La memoria interna di tipo eMMC 5.1 è di 8 GB, espandibile con microSD, mentre la RAM è di 1 GB.
La fotocamera posteriore ha un sensore da 8 megapixel, dotata di autofocus e flash LED, in grado di registrare al massimo video HD 720p a 30 fotogrammi al secondo, mentre la fotocamera anteriore è da 5 megapixel, con registrazione video Full HD a 30 fps.

### Software
Il sistema operativo è Android, in versione Android 8.1 Oreo, con Android One ed Android Go (versione semplificata di Android per i dispositivi con meno di 2 GB di RAM), aggiornabile fino ad Android 10.

## Commercializzazione
Il dispositivo è stato rilasciato ad agosto 2018, ed è dual SIM.
Il Nokia 2.1 ha ricevuto recensioni contrastanti. Andrew Williams di TrustedReviews ha elogiato "il prezzo basso, il grande schermo e gli altoparlanti stereo" del telefono, mentre ha criticato "la scarsa capacità di archiviazione e le prestazioni".